# Ursula Bode (Journalistin)
Ursula Bode (* 1942 in Hannover) ist eine deutsche Journalistin und Kunstkritikerin. Sie lebt und arbeitet in Essen.

## Leben
Bode arbeitete von den 1960er bis in den 1980er Jahren bei der Hannoverschen Allgemeinen Zeitung, Feuilleton-Ressort, sowie beim Friedrich Verlag Velber. Seit 1985 ist sie als freie Journalistin tätig, unter anderem für die Süddeutsche Zeitung, Die Zeit, die Magazine art und Architektur und Wohnen sowie für die Kulturredaktion Hörfunk des NDR und WDR. Einem breiten Publikum ist sie seit 1997 durch die Kultursendung Bilderstreit bei 3sat bekannt geworden.
Sie trug auch zu der Fernsehserie 1000 Meisterwerke bei: Sie verfasste Beiträge zu Gemälden von Lucio Fontana, Asger Jorn. Diese Texte wurden auch in den Begleitbüchern der Serie abgedruckt, werden sporadisch auf 3sat, ZDFkultur und Planet wiederholt und sind heute auf den DVD-Veröffentlichungen verfügbar (siehe 1000 Meisterwerke#Literatur).

## Schriften (Auswahl)
- Kunst im Schloß. In: Niedersächsisches Innenministerium (Hrsg.): Tag der Niedersachsen Wolfsburg 1983. Schlütersche Verlagsanstalt und Druckerei, Hannover 1983, S. 152–159.